# 张德庆
张德庆（1900年8月10日—1977年10月1日），中国内燃机工程专家。

## 生平
江苏宝山吴淞镇（今上海宝山）人。1923年毕业于上海南洋大學，获学士学位。1926年获美国普渡大学硕士学位。曾任第一机械工业部汽车拖拉机研究所所长、研究员。1955年选聘为中国科学院院士（学部委员）。